# Wilhelm Senfft
Johann Wilhelm Heinrich Senfft (* 3. Februar 1795 in Weilburg; † 10. Mai 1873 ebenda) war ein deutscher Pfarrer, Dekan und Abgeordneter.

## Leben
Senfft war der Sohn des Stadtschreibers und Advokaten Heinrich Ludwig Senfft (* 15. April 1760 in Pisdorf/Lothringen; † 27. August 1810 in Weilburg), der Sohn des Regierungsadvokaten und Stadtschreibers in Neusaarwerden Ludwig Ernst Heinrich Senfft und der Friederike Elisabeth Wilhelmine Textor. Die Mutter war Charlotte geborene Engel (* 28. April 1767 in Kirchheimbolanden; † August 1799 in Weilburg (?)), die Tochter des Landrentmeisters Friedrich Andreas Engel und der Maria Dorothea Dasdorf. Er war evangelisch und heiratete am 21. Juni 1816 in Niederlauken Wilhelmine Ernestine Christine Dilthey (* 14. Juli 1797 in Siegen; † 17. Juni 1867 in Wiesbaden), die Tochter des Kaufmanns und Ratsverwandten in Siegen Johann (?) Martin Dilthey und der Willibaldine Dorothea Dietzsch.
Senfft besuchte von 1802 bis 1804 die Bürgerschule und anschließend das Gymnasiums in Weilburg. Zwischen 1812 und 1814 studierte er Theologie, Philosophie und Geschichte an den Universitäten Marburg und Heidelberg. Von 1815 bis 1818 war er zunächst Diakon und dann Pfarrer in Niederlauken. Anschließend war er von 1819 bis 1829 Pfarrer in Selters, wo er ab 1820 gleichzeitig Schulinspektor war. Von 1829 bis 1830 wirkte er als 2. Pfarrer in Usingen, bevor er 1830 Dekanatsverwalter in Weilburg und dann dort 1. Pfarrer wurde. Zwischen 1830 und 1859 war er 1. Pfarrer und Dekan an der Evangelischen Laurentiuskirche Usingen. Seine letzte berufliche Station war von 1860 bis 1865 das Amt als Pfarrer und Kirchenrat an der Markuskirche in Butzbach, bevor er 1865 in den Ruhestand versetzt wurde.
Von 1839 bis 1848 war er Mitglied der Deputiertenkammer des Landtages des Herzogtums Nassau, gewählt aus der Gruppe der Vorsteher der Geistlichkeit und der höheren Lehranstalten.